# Karl-Alfred (film, 1980)
Karl-Alfred är en amerikansk musikalkomedi från 1980, regisserad av Robert Altman. Filmen är baserad på E.C. Segars serie-stripp Thimble Theatre (även känd som Karl-Alfred). Huvudrollerna spelas av Robin Williams som Karl-Alfred och Shelley Duvall som Olivia.
Skonerten Black Pearl som användes under inspelningen är byggd på Pukaviks varv i Blekinge.

## Rollista
- Robin Williams – Karl-Alfred
- Shelley Duvall – Olivia
- Paul L. Smith – Bluto
- Paul Dooley – Frasse
- Ray Walston – Far-Alfred
- MacIntyre Dixon – Cole
- Roberta Maxwell – Nana
- Donovan Scott – Castor
- Wesley Ivan Hurt – Lill-Pär
- Jack Mercer – Karl-Alfred (Endast i den animerade prologen)